# Kristoffer Jåfs
Erik Johan Kristoffer Jåfs, född 8 juli 1980 i Vörå i landskapet Österbotten i Finland, är en svensk tidigare backhoppare. Han representerade IF Friska Viljor i Örnsköldsvik.

## Karriär
Kristoffer Jåfs växte upp i Finland. Han började med backhoppning vid 13 års ålder. Han började i idrottsgymnasium i Örnsköldsvik i Sverige 1996. Året efter blev han svensk medborgare, detta med hjälp av Husum IF:s Backhoppningssektion som han då tävlade för. Jåfs debuterade i världscupen i stora Lysgårdsbacken i Lillehammer i Norge 28 november 1998. Han blev nummer 48 av 51 deltagare i sin första världscuptävling. Martin Schmitt från Tyskland vann tävlingen. Efter sig i resultatlistan hade Jåfs norrmännen Espen Bredesen och Tommy Ingebrigtsen och finländaren Ville Kantee. Hans bästa världscupplacering var en fjärdeplats vid världscupdeltävlingen i Trondheim 2001. Jåfs bästa resultat i den totala världscupen var en 37:e plats sammanlagt säsongen 2000/2001. I tysk-österrikiska backhopparveckan blev han som bäst nummer 36 sammanlagt säsongen 1998/1999.
Jåfs tävlade i Skid-VM 1999 i Ramsau am Dachstein i Österrike. Han deltog i de individuella tävlingarna och blev nummer 41 i normalbacken och nummer 29 i stora backen. Under Skid-VM 2001 i Lahtis i Finland startade han i samtliga grenar. I normalbacken blev han nummer 18 och i stora backen blev han nummer 25. I lagtävlingarna blev han tillsammans med svenska laget nummer 10 i båda backarna. Tyskland vann lagtävlingen i stora backen och Österrike vann i normalbacken. I sitt sista skid-VM, i Val di Fiemme i Italien 2003, tävlade Jåfs endast i de individuella tävlingarna. Nummer 34 i normalbacken och nummer 33 i stora backen.
Kristoffer Jåfs blev svensk mästare sju gånger. Han vann tävlingen i normalbacken fyra gånger i rad; 1999, 2000, 2001 och 2002. 1999, 2000 och 2002 blev han mästare i stora backen. 
Jåfs tävlade inte säsongen 2003/2004 på grund av skador. Han avslutade sin backhoppningskarriär 2004 då Svenska skidförbundet lade ner svenska landslaget i backhoppning.